# Немачки оклопни крсташ Фирст Бизмарк
Фирст Бизмарк је био први немачки оклопни крсташ, изграђен пре Првог светског рата. Сматра се прототипом свих осталих немачких оклопних крсташа.

## Историја
Крајем 19. века Немачка почиње да мења доктрину употребе своје флоте. Дотадашњи министар морнарице Бетвен Голман је сматрао да је првостепена улога флоте - крстаричке операције и напади на Британску трговачку флоту. Следећи министар морнарице, фон Тирпиц је увидео да је победа над Британском империјом могућа само ако се добије главна битка, а за то су неопходни велики оклопни бродови. Тирпиц је кртарице сматрао помоћним типом брода. Међутим у говору пред Рајхстагом 1895. године, Вилхелм II је рекао да је потребна флота састављена од бојних бродова и крстарица. Као резултат два различита схватања о будућој улози крстарица, јавља се њихова подела на две гране. Место оклопљених крстарица I ранга у флоти, припало је оклопним крсташима.
Градња првог немачког оклопног крсташа почела је 1. априла 1896. године на доку империјског бродоградилишта у Килу и добио је име Фирст Бизмарк. Како до тада немачки конструктори нису имали искуства у пројектовању оклопних кртсташа, одлучено је да се изгради само један брод. Планирано је да се тај брод користи као полигон за испитивање нових техничких решења, а уједно и да буде прототип за следећу серију оклопних крсташа.

## Техничке карактеристике
- Тежина:
  - 10.620 тона стандардни депласман
  - 11.461 тона пуни депласман
- Димензије:
  - Дужина: 127 метара
  - Ширина: 20,40 метара
  - Газ: 8.46 метара (средњи газ)
- Максимална брзина:
  - 18,7 чвора
- Погон: 3 парне машине са по 4 котла и један 8-цилиндрични котао, 13.500 КС
- Максимална даљина пловљења: 4.560 наутичких миља/ 10 чвора
- Количина горива: 1400 тона угља
- Наоружање:
  - Главна артиљерија: 2 × 2 топа 240 mm
  - Помоћна артиљерија: 12 × 1 топа 150 mm
  - Малокалибарска артиљерија: 10 × 1 88 mm и 8 × 47 mm
  - Торпедне цеви: 5 x 450
- Оклоп:
  - Оклопни појас: 100-200 mm
  - Палуба: 30-50 mm
  - Артиљеријске куле 240 mm: 200 mm
  - Артиљеријске куле 150 : 100
- Посада: 642 официра и морнара

## Служба
Фирст Бизмарк је уписан у списак флоте 1. априла 1900. године. Испитивања су трајала до почетка јуна, и за то време брод је показао одличне пловне карактеристике. Крајем месеца завршене су задње пробе и брод се припрема за слање на Далеки исток. Дана, 30. јуна 1900. године Фирст Бизмарк отпловљава за Циндао, где треба да се придружи немачкој источноазијској крстаричкој ескадри. Оклопни крсташ стиже у Кину 13. августа 1900. и ту октобра исте године учествује у међународној интервенцији у Кини. Следећег месеца пролази краткотрајни ремонт у Нагасакију. Током 1901. и 1902. године оклопни крсташ врши службу дуж кинеске обале, да би новембра 1902. био поново на ремонту у Нагасакију. Заставни брод источноазијске крстаричке ескадре под заставом адмирала Курта фон Притвица, постаје 1903. године, и до априла 1909. плови између Кине, Јапана и Индонезије. Због неопходног генералног ремонта, брод 8. априла 1909. креће ка Немачкој и стиже у Кил 13. августа 1909. године.
По доласку брод је пребачен у резерву. У току 1910. године ремонтован је у Килском бродоградилишту и пренамењен у брод за испитивање торпедног оружја. Почетком Првог светског рата изведен је из резерве и за кратко је укључен у одбрану обале Балтичког мора. Фебруара 1915. године поново је направљен покушај да се преправи као брод-мета за торпедно оружје, но његове техничке особине нису дозволиле реализацију те идеје. Марта исте године преуређен је у школски брод за школу механике у Килу. Током 1917. године за кратко служи као школски брод за школовање капетана трговачких бродова и официре морнаричке авијације. Године, 1918. пребачен је у резерву. Од 1919. користи се краће време као штабни брод, да би средином те године био избрисан из списка флоте и послат на сечење.